# لنسر (مجموعه تلویزیونی)
خانه ما (به انگلیسی: Lancer) یک مجموعه تلویزیونی آمریکایی وسترن است که بین سال های ۱۹۶۸ تا ۱۹۷۰ پخش می شد.